# August Raabe
August Heinrich Raabe (* 29. Dezember 1759 in Engelade, heute nach Seesen eingemeindet; † 4. Oktober 1841 in Holzminden) war ein deutscher Postbeamter und Publizist. Er war der Großvater des Schriftstellers Wilhelm Raabe.

## Leben
August Raabe wurde 1759 in Engelade am Rand des Harzes im Fürstentum Braunschweig-Wolfenbüttel geboren. Der Sohn eines Dorfschullehrers und einer Lehrerstochter besuchte das Gymnasium in Holzminden und studierte anschließend von 1779 bis 1782 Theologie und Philosophie in Helmstedt. Eine erhoffte Pfarrstelle war nicht verfügbar, so dass Raabe die ihm von Herzog Karl Wilhelm Ferdinand angebotene Anstellung im Postdienst annahm und 1788 Postsekretär in Braunschweig wurde. Im Jahr 1798 heiratete er die Holzmindener Postmeisterstochter Charlotte Eleonore Schottelius, eine Nachfahrin des bekannten Dichters und Sprachgelehrten Justus Georg Schottelius. Raabe wurde 1807 als Nachfolger seines Schwiegervaters Maximilian Christoph Ludwig Schottelius zum Postmeister in Holzminden ernannt und 1834 zum Postrat befördert. Beim 50-jährigen Dienstjubiläum 1838 war der junge Enkel Wilhelm Raabe anwesend.
Während seiner Helmstedter Studienzeit war August Raabe Mitglied der seit 1746 bestehenden Herzoglich Deutschen Gesellschaft, deren Aufgabe es war, die deutsche Sprache zu fördern, zu pflegen und philologisch zu erforschen. Die Vorlesungen kritisch-rationalistischer Professoren waren für ihn prägend. Der spätere Freimaurer und Gelegenheitsschriftsteller August Raabe war ein „engagierter, um das Gemeinwohl besorgter Aufklärer.“ Seine zwischen 1785 und 1818 verfassten Schriften und Aufsätze umfassen Briefsteller, Leitfäden, Gebrauchsanweisungen, Staatskalender, Stammtafeln, historische Abhandlungen, didaktische Erzählungen und Lehrgedichte. Die Beiträge erschienen in überregionalen Zeitschriften der Aufklärung und von 1787 bis 1792 im lokalen Holzmindischen Wochenblatt. Diese Aufsätze und handschriftlich hinterlassene Textsammlungen dienten dem Enkel Wilhelm Raabe als wichtige Quellen für dessen schriftstellerisches Werk, das an zahlreichen Stellen Themen, Motive, Stoffe, Namen und wörtliche Zitate aus dem Fundus des Großvaters enthält.
August Raabe starb im Oktober 1841 im Alter von 81 Jahren in Holzminden.

## Schriften (Auswahl)
- Die Postgeheimnisse oder die hauptsächlichsten Regeln, welche man beim Reisen und bei Versendungen mit der Post beobachten muss, um Verdruss und Verlust zu vermeiden. Leipzig 1803 (books.google.de)